# 楠本哲
楠本 哲（くすもと てつ）は、日本の漫画家。『週刊少年サンデー』（小学館）1987年9月増刊号掲載の「ランニングスピリット」でデビュー。

## 作品リスト

### 連載
- 横浜ばっくれ隊（『月刊少年チャンピオン』、秋田書店、全8巻）
- 極楽バタフライ（『週刊少年チャンピオン、秋田書店、全4巻）
- 満天の星（『週刊少年チャンピオン』、秋田書店、全19巻）
- ベンゴ☆スター（『ヤングチャンピオン』秋田書店、全3巻、少年画報社全2巻）
- 無敵道（監修：玄秀盛、『ヤングキング』2005年8号、14号 - 2010年3号[1]、少年画報社、全9巻）
  - 交渉人 堂本零時（監修：玄秀盛、『月刊ヤングキング』2007年1月号（創刊第2号） - 2011年→『ヤングキングルーキーズ』 - 2011年14号、少年画報社、全8巻）
  - REIJI〜無敵道 新章〜（監修：玄秀盛、『ヤングキング』2010年7号[1] - 2012年2号、少年画報社、全4巻）
- 恨まれ屋（監修：玄秀盛、『ヤングキング』2012年5号[2] - 、少年画報社、全8巻）
- エリカ（『ヤングキング』2014年1号[3] - 、少年画報社、全1巻）
- あひる（原作：樫田正剛、『ヤングキング』 - 2015年16号[4]、少年画報社）
- ユマニチュード（『ヤングキング』2015年21号[5] - 、少年画報社）
- ズタボロ（原作：ゲッツ板谷、『ヤングキング』2015年6号 - 2015年10号、少年画報社、全1巻）
- ファミリーレンタル（『ヤングキング』 - 2017年16号[6]、少年画報社）
- 佐藤さん（『ヤングキング』2017年20号[7] - 、少年画報社、全1巻）
- わが粛清（『ヤングキングBULL』創刊号[8] - 2019年8月号[9]、少年画報社、全1巻[10]）
- レイナ（『WEB BULL』、少年画報社、全1巻[11]）
- 処刑道（『漫画ゴラク』、日本文芸社、全1巻）
- 乱歩の美食（『漫画ゴラク』、日本文芸社、全2巻）
- 芥川おしながき帖（『漫画ゴラクスペシャル』2017年11月号[12] - 、日本文芸社、全2巻）
- 給料日のグルメ（『漫画ゴラク』、日本文芸社、全2巻）
- 隣人X（『漫画ゴラクスペシャル』2020年1月号[13] - 、日本文芸社、既刊12巻）
- 外道外伝（監修：渡邊ダイスケ、『ヤングキングBULL』2024年2号[14] - 、少年画報社） - 漫画担当[14]。

### 読切
- 文身屋彫拳（『月刊ヤングキング』2006年12月号（創刊号）、少年画報社）
- コロナに負けるな（『ヤングキングBULL』2020年6月号[15]、少年画報社）
- 無宿の獣（『ヤングキングX』[16]、2023年、少年画報社）
- 狂愛者 鈴木（『ヤングキングBULL』2020年11月号[17]、『漫画ゴラクスペシャル』48号にも掲載[18]）
- AI彼氏（『ヤングキングBULL』2021年1月号[19]）
- ハハのムスメ（『ヤングキングBULL』2021年9月号[20]）

## 映像化作品
- エリカ（2025年8月1日配信開始、FOD ） - 主演・茅島みずき[21]